# 罗泽闿

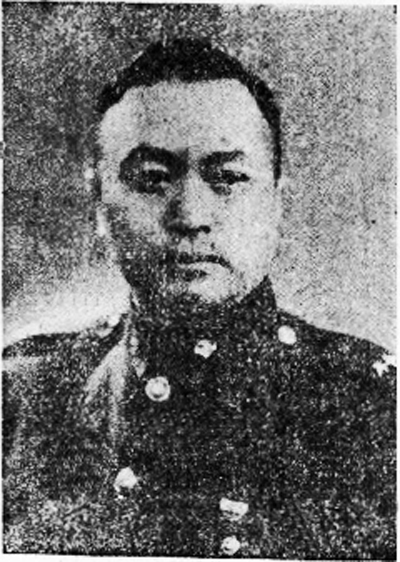

罗泽闿（1905年—1994年12月5日），湖南常德人。中华民国国军中将。

## 生平
黄埔军校第六期、陆军大学第十一期。胡宗南的十三太保之一。
1938年，任军令部第一厅第四处处长。后任国民革命军第四十二军第一九一师师长，第三十四集团军参谋长。1944年，任第八战区胡宗南副司令长官部中将参谋长，1944年底任青年军第二〇二师师长。

1947年任国防部第三厅厅长、国民党中央监察委员。不为参谋总长陈诚所喜，改任总统府参军处参军。经常随蒋中正巡视全国各战场。1948年任西安绥靖公署副主任。

1949年初由3个嫡系精锐的青年军3个师新组建的国民革命军第三十七军，任军长，奉命防守上海浦东地区。上海战役中汤恩伯率部撤退前未通知（甚至未列入撤退計畫），羅澤闓所部被中国人民解放军所破，隻身到台湾。办理了退役手续，转到政府机关当公务员。晚年主动申请当了退辅会的专员，